# Tulipánláz
A Tulipánláz (eredeti cím: Tulip Fever) 2017-ben bemutatott amerikai–brit romantikus filmdráma, amelyet Justin Chadwick rendezett, Deborah Moggach azonos című regénye alapján. A főbb szerepekben Alicia Vikander, Dane DeHaan, Zach Galifianakis, Judi Dench, Christoph Waltz és Cara Delevingne látható.
Az Amerikai Egyesült Államokban 2017. szeptember 1-én, Magyarországon 2017. szeptember 28-án mutatták be a mozikban.

## Cselekmény
Az árva Sophia egy kolostorban nevelkedik a Holland Köztársaságban, közvetlenül a 17. századi tulipánláz előtt. Egy házassági ajánlat az idős fűszerkereskedő, Cornelis részéről lehetővé teszi számára, hogy elhagyja a kolostort. A bőkezű hozomány révén nővérei kivándorolhatnak Új-Amszterdamba, ahol egy nagynénjük várja őket, az egyetlen élő rokonuk.
Három évvel később Sophia boldogtalan a házasságban, mivel Cornelist úgy tűnik, csak az érdekli, hogy utódot nemzzen, eddig sikertelenül. Cornelis azt hiszi, szerencsétlenségük egy múltbéli hibájához köthető: előző felesége elvetélt, és amikor Cornelis azt kérte az orvostól, hogy a második gyermeküket mentse meg a felesége helyett, úgy érzi, Isten megbüntette őt azzal, hogy mindkettőjüket elvette tőle. Cornelis felbérel egy festőt, hogy megörökítse őt egy fiatal, szép feleséggel, hátha nem lesz, aki továbbvigye nevét és örökségét. Sophia beleegyezik, de amint a fiatal festő, Jan megérkezik, hogy megfesse a párt, ő és Sophia egymásba szeretnek. Jan egy üzenetet küld Sophiának, amelyben azt kéri, küldjön neki egy váza tulipánt. Sophia elmegy hozzá a virágokkal, és viszonyukat ott beteljesítik.
Közben Sophia barátnőjének, a szobalány Mariának, udvarolni kezd a közeli halárus, Willem. Willem abban reménykedik, hogy önálló egzisztenciát teremthet, így feleségül veheti Mariát, ezért eladja halüzletét egy másik árusnak. Sophia kölcsönkéri Maria köpenyét, hogy találkozzon Jannal. Willem, látva a köpenyt viselő Sophiát, összetéveszti őt Mariával, és követi a találkozóhelyre. Megtörve attól, amit szerelme hűtlenségének hisz, egy kocsmába megy, hogy italba fojtsa bánatát. Ott egy prostituált kirabolja, és elviszi a tulipánpiacon szerzett pénzét. Amikor megpróbálja visszaszerezni, a nő testvére és annak barátai megverik, majd erőszakkal besorozzák a holland haditengerészetbe.
Jan azt tervezi, hogy Sophiával együtt elmenekül az Újvilágba, miután ő maga is sikereket ér el a tulipánpiacon. Megtudja, hogy a Szent Orsolya kolostor apácái – ahonnan Sophia származik – tulipánokat nevelnek a kertjükben. Jan megpróbál néhány hagymát ellopni, de a kolostor apátnője leüti. Amikor magához tér, bocsánatot kér, és az apátnő végül odaadja neki azokat a hagymákat, amelyeket Willem vásárolt, mielőtt elhurcolták a haditengerészetbe.
Közben Maria rájön, hogy gyermeket vár Willemtől. Willem eltűnésével a gyermek házasságon kívül fog születni. Maria elmondja helyzetét Sophiának, és megfenyegeti, hogy elárulja Cornelisnek a viszonyát, ha ő felfedi a terhességet a férjének. Sophia és Maria összeesküsznek: elhatározzák, hogy a terhességet Sophiának tulajdonítják. Amikor megszületik a gyermek, Sophia úgy tesz, mintha meghalt volna a szülés során, hogy elmenekülhessen Jannal, Maria pedig Cornelis mellett neveli fel a gyermeket. Miután Maria világra hozza kislányát, Sophia pedig „meghal”, Cornelis összetörik felesége elvesztésétől. Sophia a halotti lepel alatt sír, amikor rádöbben, mennyire megbántotta Cornelist a csalásával, de végül belátja, hogy már túl késő visszakozni. Szégyenkezve elmenekül, és Jan hiába keresi őt, nem találja meg.
Willem, miután visszatér afrikai haditengerészeti szolgálatából, felkeresi Mariát Cornelis házában. Maria eleinte dühös rá, de hamar kibékülnek, amikor Willem rájön, hogy valójában nem árulta el őt a lány. A heves szóváltásuk és a Maria, Sophia, valamint Jan közötti összeesküvés leleplezése Cornelis fülébe jut. Cornelis megbékél az igazsággal, és úgy dönt, elutazik Holland Kelet-Indiába, ahol végül rátalál a szerelemre, és családot alapít. Mielőtt azonban elindul, házát Mariára, Willemre és a kislányra hagyja, akit a sajátjaként szeretett.
Nyolc évvel később a Szent Orsolya kolostor apátnője meglátogatja Jant, és megnézi a Sophiáról készült festményeit. Dicséri a tehetségét, és megbízza, hogy készítsen egy falfestményt a templom számára. Amikor Jan a magasból lenéz az állványról, megpillantja Sophiát, aki csatlakozott a kolostorhoz. Egy gyengéd mosolyt váltanak, a múlt iránti csendes megértés és megbékélés jeleként.

## Szereplők
| Szereplő           | Színész           | Magyar hang     |
| ------------------ | ----------------- | --------------- |
| Jan Van Loos       | Dane DeHaan       | Hamvas Dániel   |
| Sophia Sandvoort   | Alicia Vikander   | Balsai Móni     |
| Cornelis Sandvoort | Christoph Waltz   | Csankó Zoltán   |
| Willem Brok        | Jack O’Connell    | Fehér Tibor     |
| Maria              | Holliday Grainger | Szilágyi Csenge |
| Apátnő             | Judi Dench        | Tímár Éva       |
| Gerrit             | Zach Galifianakis | Scherer Péter   |
| Mattheus           | Matthew Morrison  | Horváth Illés   |
| Annetje            | Cara Delevingne   | Földes Eszter   |
| Overvalt asszony   | Joanna Scanlan    | Kocsis Mariann  |
| Dr. Sorgh          | Tom Hollander     | Görög László    |
| Steen asszony      | Cressida Bonas    | Bartsch Kata    |
| Johan De Bye       | Kevin McKidd      | Epres Attila    |
| Prater             | David Harewood    | Nagypál Gábor   |

### Magyar változat
- Bemondó: Bozai József
- Magyar szöveg: Pataricza Eszter
- Hangmérnök: Tóth Péter Ákos
- Vágó: Kajdácsi Brigitta
- Gyártásvezető: Kincses Tamás
- Szinkronrendező: Majoros Eszter

A szinkront a Mafilm Audio Kft. készítette el.

## A film készítése
A filmet eredetileg 2004-ben tervezték leforgatni 48 millió dolláros költségvetéssel, Jude Law, Keira Knightley és Jim Broadbent főszereplésével, John Madden rendezésében, Steven Spielberg produceri közreműködésével a DreamWorks stúdión keresztül. A gyártást azonban néhány nappal a forgatás megkezdése előtt leállították az Egyesült Királyságban bekövetkezett adószabály-változások miatt, amelyek kedvezőtlenül érintették a filmkészítést.
2014-ben Alison Owen újraindította a projektet Harvey Weinstein közreműködésével, miután visszavásárolták a film jogait a Paramount Picturestől. 2013 októberében Dane DeHaan tárgyalásokat folytatott a szereplésről. 2014 februárjában Christoph Waltz csatlakozott a szereplőgárdához. 2014 áprilisában Holliday Grainger, Cara Delevingne és Jack O’Connell is leszerződtek a filmhez. Cara Delevingne elmondása szerint azonban a valódi oka annak, hogy szerepet kapott a filmben az volt, hogy Harvey Weinstein zaklatta őt: megpróbálta akarata ellenére megcsókolni, és szexuális ajánlatot tett neki egy hotelszobában, egy hármas együttlétre hivatkozva, cserébe a szerepért. Bár visszautasította az ajánlatot, végül mégis megkapta a szerepet, de elmondása szerint megbánta, mert Weinstein viselkedése halálra rémisztette. 2014 júniusában Judi Dench is csatlakozott a szereplőkhöz, mint a Szent Orsolya kolostor apátnője, aki árva gyermekeket fogad be. Ugyanebben a hónapban Tom Hollander, Cressida Bonas és David Harewood is leszerződtek a filmre. 2014 augusztusában Matthew Morrison is csatlakozott a stábhoz. Deborah Moggach, a regény szerzője, szintén feltűnik a filmben. Harvey Weinstein Harry Stylesnak is felajánlotta Mattheus szerepét, ám az énekes időpontütközés miatt visszautasította a felkérést, így végül Matthew Morrison kapta meg a szerepet.
A Tulipánláz stábjához tartozott Eigil Bryld operatőr, Simon Elliott látványtervező, Michael O’Connor jelmeztervező, Daniel Phillips haj- és sminkmester, valamint Rick Russell vágó. A forgatókönyvet Tom Stoppard ]adaptálta a filmhez. A londoni székhelyű walesi portréművész, Jamie Routley készítette azokat az eredeti portrékat, amelyek a filmben láthatók. A film zenéjét Danny Elfman szerezte.
A forgatás Gravesend városában, a Cobham Hall nevű iskolában zajlott, ahol az iskola egyik szárnyát alakították át egy 17. századi amszterdami csatornává. A vízi útvonalat teljes egészében a semmiből építették fel, tutajokkal és szamárhátú hidakon átkelő szamarakkal. Az iskola belső udvarát pedig a történetben szereplő sörfőzde udvarának használták. További forgatási helyszínek voltak a norwichi katedrális, 
Holkham, Tilbury,  Kentwell Hall, valamint a Pinewood Studios, ahol 2014 júniusában és júliusában különböző időpontokban dolgoztak.  Forgattak még Haddenhamben is.